# Frank Lawrence
Frank Lawrence, egentligen Lars Anders Thure Lindstedt född 19 maj 1852 i Kisa, Östergötland, död okänt år, var en svensk-amerikansk tecknare.
Han var son till kyrkoherden Adolf Lindstedt och Sofia Justina Laurentia von Nackreij. Lawrence utvandrade till Amerika 1873 och flyttade efter några års vistelse i bland annat New York och S:t Louis till Oregon i mitten av 1880-talet. Han anställdes 1890 som tecknare vid veckotidningen West Shore som utgavs i Portland, Oregon. Vid sidan av sitt arbete som tecknare och illustratör var han verksam som konstnär. Hans konst består av stadsvyer och landskap.    